# تو و من (ترانه لاتویا جکسون)
«تو و من» (انگلیسی: You and Me) تک‌آهنگی از لاتویا جکسون است که از ششمین آلبوم استودیویی او به‌نام دخترِ بد گرفته شده‌است. خود جکسون، متن انگلیسی این آهنگ را نوشت و اجرا کرد.